# Ulrich Bosch (Mediziner)
Ulrich Bosch (* 22. Januar 1957 in Heidenheim an der Brenz) ist ein deutscher Arzt für Chirurgie, Unfallchirurgie, Orthopädie und Sportmedizin.
Bosch promovierte 1984 in Tübingen. Die Habilitationsschrift wurde 1993 an der Medizinischen Hochschule Hannover eingereicht. Im Jahr 1997 wurde er als außerplanmäßiger Professor an die Medizinische Hochschule Hannover berufen. Dort war er als leitender Oberarzt in der Abteilung Unfallchirurgie tätig. Seit 2002 leitet er das Zentrum für Orthopädische Chirurgie und Sporttraumatologie am International Neuroscience Institute (INI) in Hannover. In der Forschung sind seine Schwerpunkte Verletzungen und Erkrankungen des Knie- und Schultergelenkes.
Bosch implantierte weltweit erstmals künstliche Knorpel in Kniegelenke. Auf der Basis eigener Forschungen und seiner langjährigen Erfahrung in Diagnostik und operativer Therapie ist Bosch einer der führenden Experten auf dem Gebiet der weichteilorientierten Operationstechnik beim Gelenkoberflächenersatz. Das ist eine Technik, die Rücksicht auf die natürliche Funktion von Sehnen und Bändern nimmt und ein Maximum an Beweglichkeit, Schmerzfreiheit und Stabilität zum Ziel hat.

## Auszeichnungen und Ehrungen
- 1991 Forschungspreis Albert Trillat Young Investigator’s Award von der „International Society of the Knee“ für die Arbeit Healing of the patellar tendon autograft after PCL reconstruction – a process of ligamentization? A biomechanical and histological study in a sheep model[8]
- 1998 Jenö-Manninger-Medaille des Zentralinstituts für Traumatologie in Budapest in Würdigung seiner besonderen Verdienste um die Freundschaft und die gemeinsame wissenschaftliche Zusammenarbeit.[9]
- 1998 Excellence in Research Award der American Orthopaedic Society for Sports Medicine für die Studie The Proliferative Response of Isolated Human Tendon Fibroblasts to Cyclic Biaxial Mechanical Strain[9]
- 2003  DonJoy Award der Arbeitsgemeinschaft für Arthroskopie für die Studie Alpha-smooth muscle actin containing contractile fibroblastic cells in human knee arthrofibrosis tissue[10]
- 2006 Bestpreis des Sanitätskommandos I der Bundeswehr für die sehr gute operative Versorgung von zum Beispiel in Afghanistan verletzten Soldaten[11][12]